# 大阪學院大學

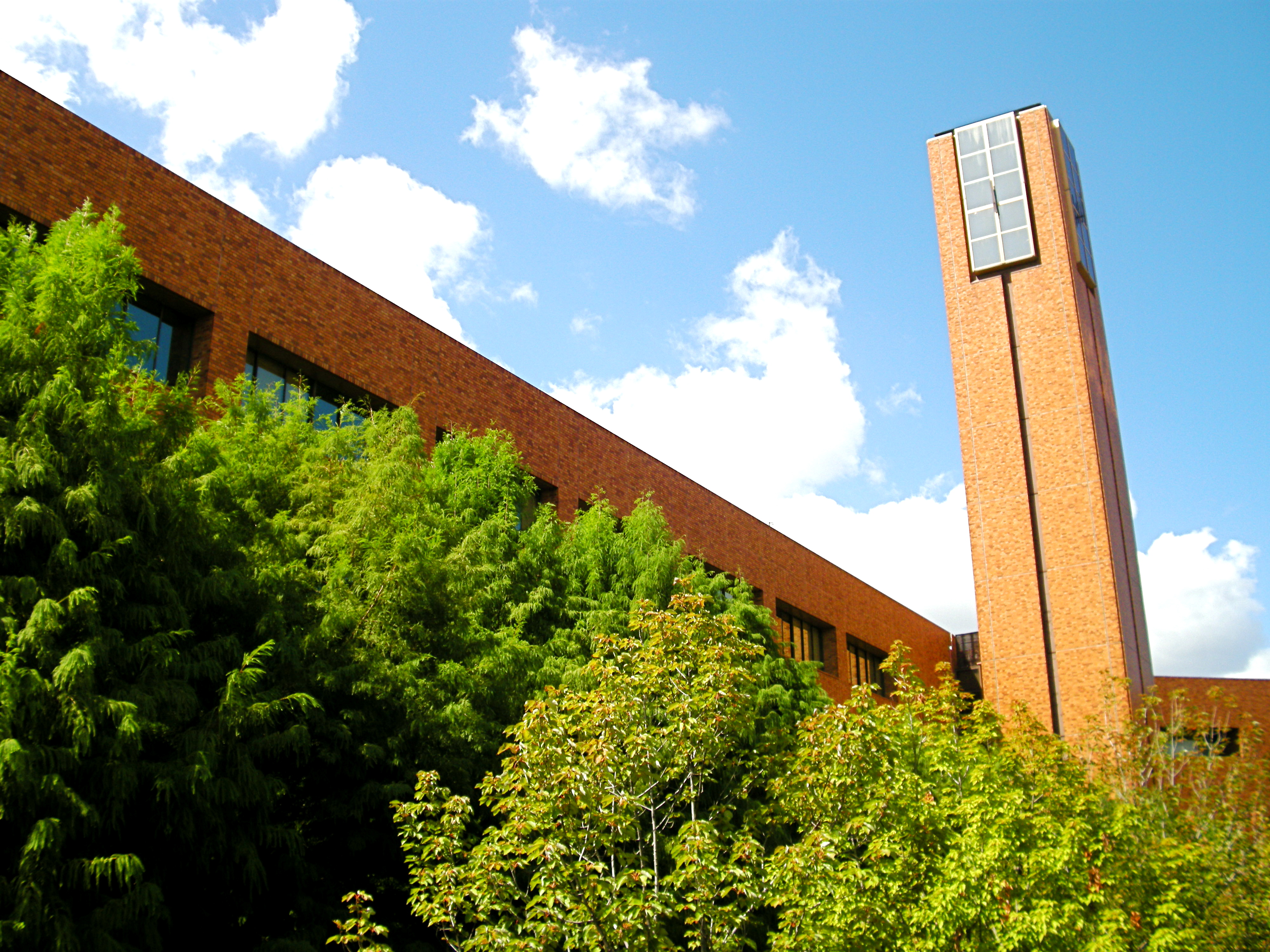

大阪學院大學（日语：大阪学院大学／おおさかがくいんだいがく，Osaka Gakuin University）是一所位於日本大阪府吹田市的私立大學，於1940年創立，1963年設立大學部。

## 學部
- 流通科學部
- 通信教育部
- 管理科學部
- 經濟學部
- 法學部
- 外國語學部
- 國際學部
- 情報學部
- 企業情報學部

## 研究所
- 商學研究科
- 經濟學研究科
- 國際學研究科
- 法學研究科
- 電腦科學研究所
- 法務研究所

## 外部連結
- 大阪學院大學網站 （页面存档备份，存于）（日語）